# Basilica di Santa Maria Ausiliatrice

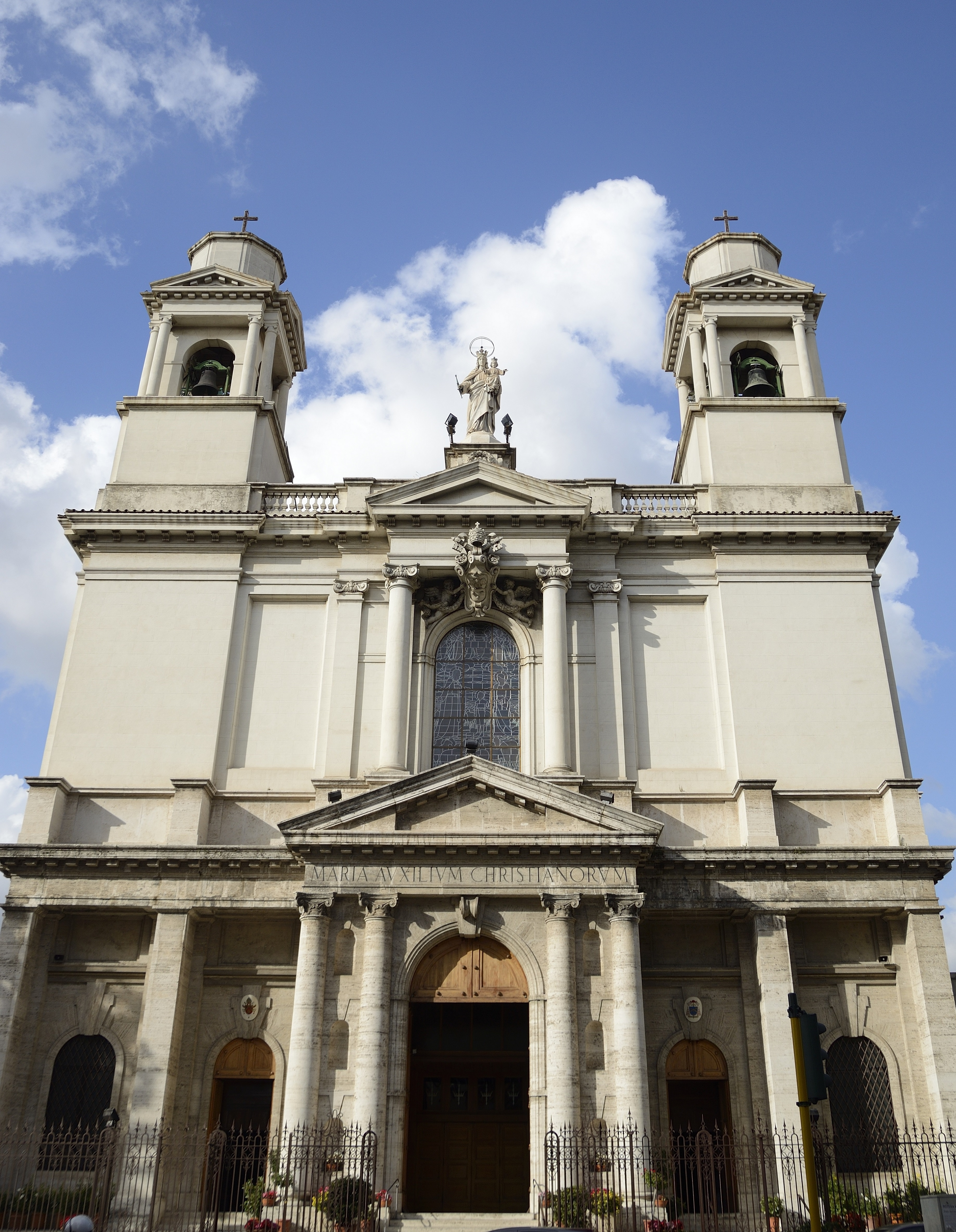
Basilica di Santa Maria Ausiliatrice

Die Basilica di Santa Maria Ausiliatrice (Basilika Maria, Hilfe der Christen) ist eine römisch-katholische Pfarr- und Schulkirche im römischen Stadtteil Tuscolano. Die 1931–1936 als Kirche des angrenzenden salesianischen Schulkomplexes erbaute neoklassizistische Basilika wurde durch Papst Paul VI. am 7. Juni 1967 zur Titeldiakonie und am 1. April 1969 zur Basilica minor erhoben.

## Architektur
Die dreischiffige Kirche hat einen kreuzförmigen Grundriss mit rund schließendem Chor und oktogonalem Vierungsturm. Die Portalfassade flankieren zwei Glockentürme. Antikisierende Säulen, Giebel und Architrave gliedern den Baukörper.

## Titulare
Folgende Personen waren Kardinaldiakone bzw. pro hac vice Kardinalpriester an S. Maria Ausiliatrice:
| - Francesco Carpino Titel pro illa vice (1967–1978) - Giuseppe Caprio (1979–1990) - Pio Laghi (1991–2002) - Tarcisio Bertone SDB, Titel pro hac vice (2003–2008) - Paolo Sardi (2010–2019) - Ángel Fernández Artime SDB (seit 2023) |